# Lutselus
Lutselus is een gehucht en parochie van de Belgische gemeente Diepenbeek.
Lutselus is gelegen in het noorden van de gemeente langs de N76, de verbindingsweg tussen Diepenbeek en Genk. De wijk Rozendaal maakt deel uit van de parochie Lutselus. Lutselus heeft een basisschool, kerk, cultureel centrum en bibliotheek. De school voert Lutselus als roepnaam.
De Regina Paciskerk is op 25 december 2010, een aantal uur na de middernachtmis, ingestort. Hierbij raakte niemand gewond. De gemeente Diepenbeek beloofde de parochie na de catastrofe een nieuw kerkgebouw, waar in 2017 de eerste aanzet toe werd gegeven. De gemeente startte in augustus 2017 met de werken om, op de plaats van het voormalige OCL (Ontmoetingscentrum Lutselus) een nieuwe zaal te bouwen waarin een gebedsruimte kan gebruikt worden. De parochianen hopen erop dat dit een Katholieke Kerk mag zijn.  Het is een polyvalente zaal met een feestzaal en twee vergaderlokalen waarbij elk van deze ruimtes in functie van de benodigde grootte als kerkzaal ingezet kan worden. De kerk werd op zondag 6 oktober 2019 ingehuldigd en gewijd door monseigneur Patrick Hoogmartens, bisschop van Hasselt.

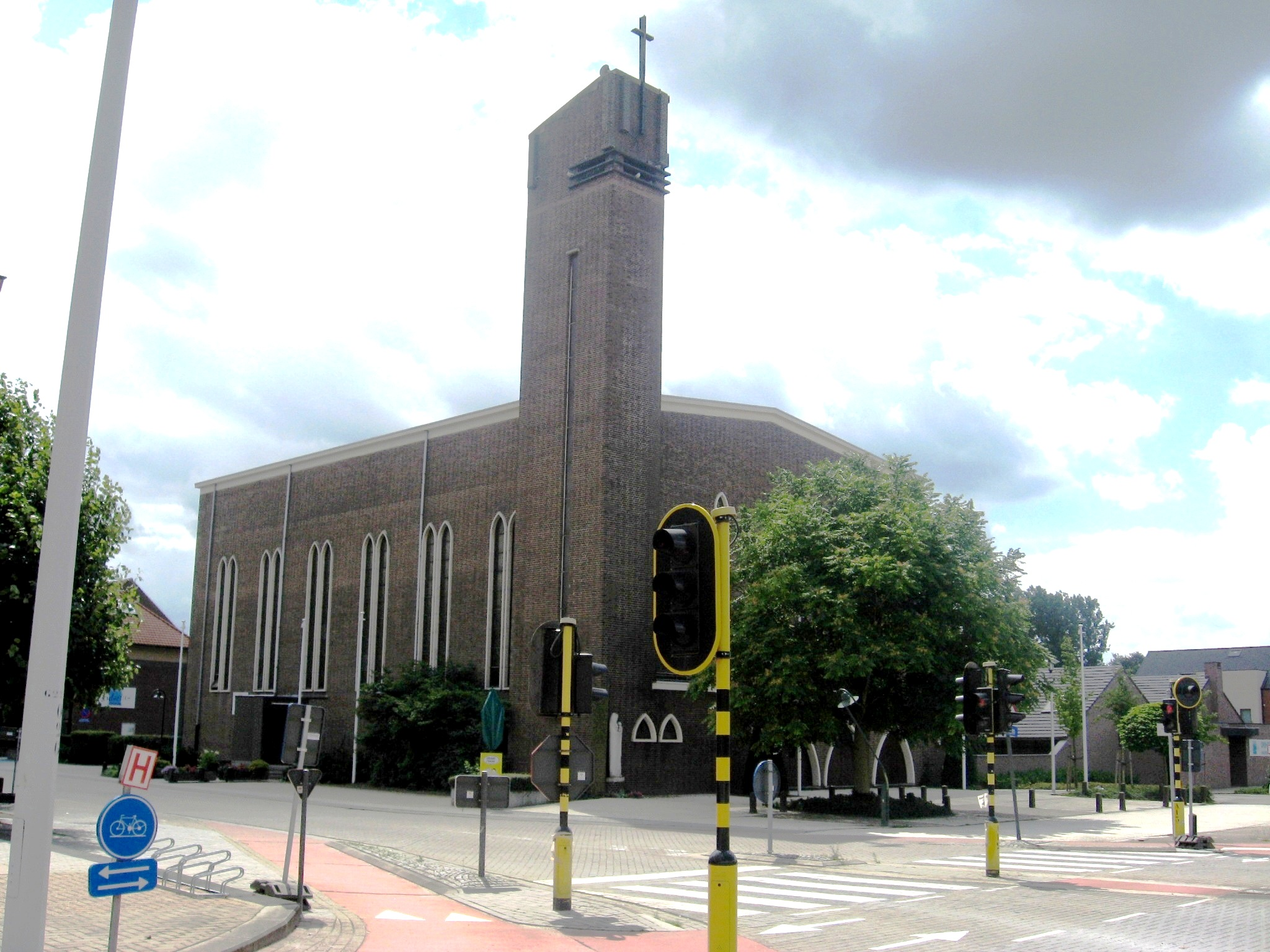
De Regina Paciskerk van Lutselus in 2007

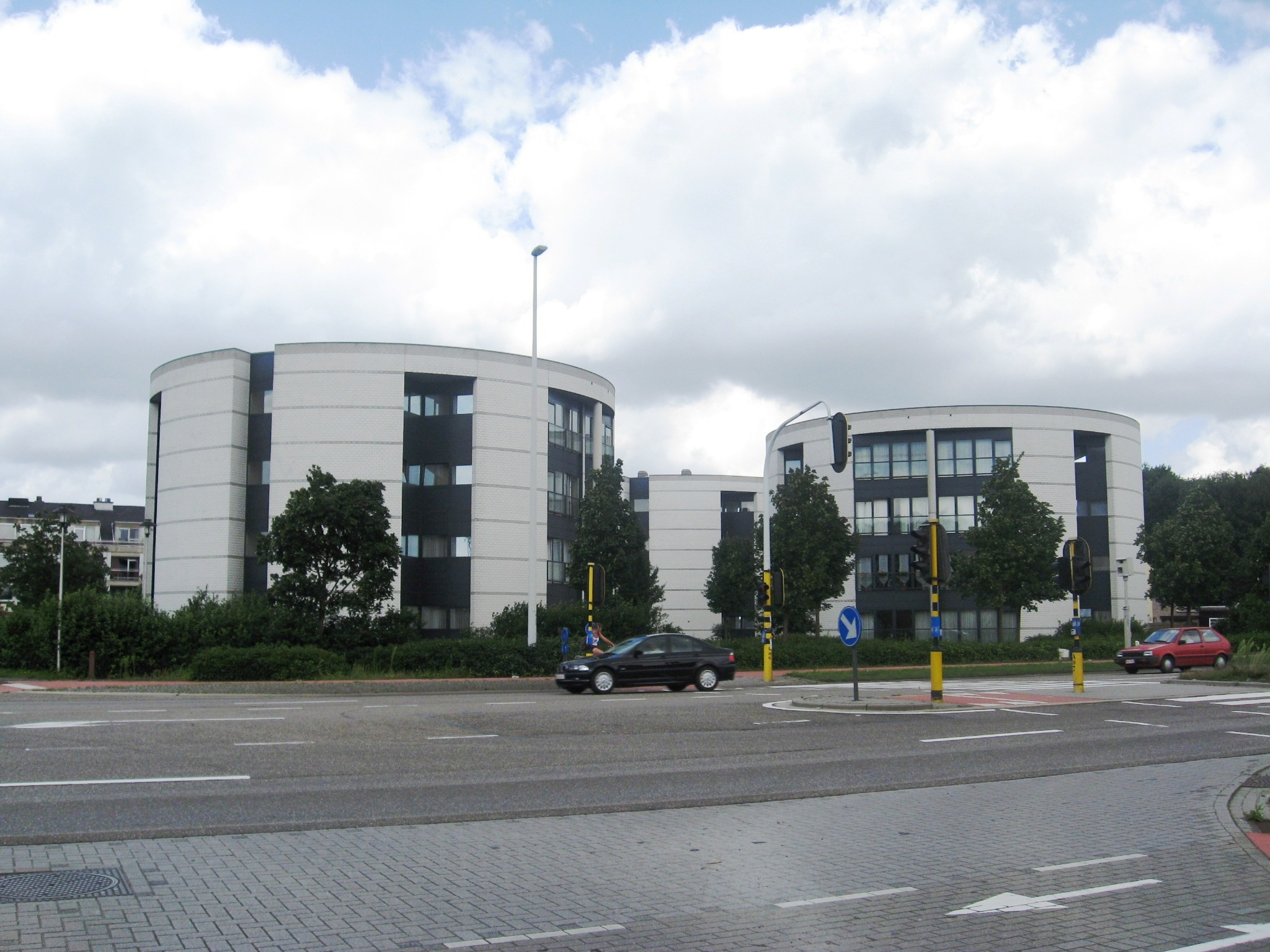
Ronde woonblokken op het Lutselusplein

## Nabijgelegen kernen
Diepenbeek, Genk, Rooierheide